# Théâtre de l'Athénée Louis-Jouvet
Pour les articles homonymes, voir Athénée.
Le Théâtre de l'Athénée Louis-Jouvet  est une salle de spectacles parisienne dont l'entrée s'effectue square de l'Opéra-Louis-Jouvet, dans le 9e arrondissement de Paris.
Théâtre à l'italienne classé monument historique en 1995, il est marqué par la figure de Louis Jouvet qui l'a dirigé de 1934 à 1951.

## Historique

### Premiers Athénées

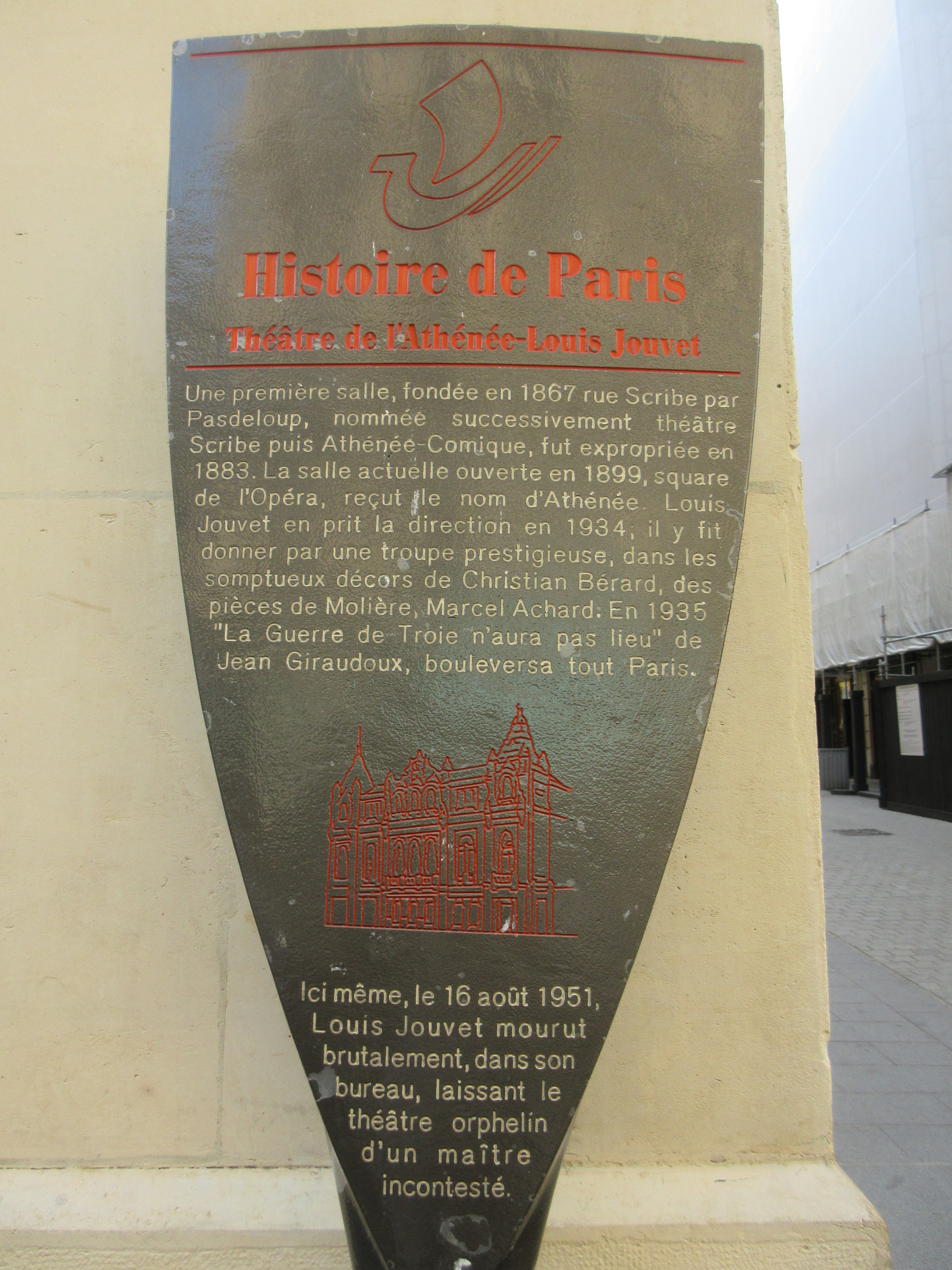
Panneau Histoire de Paris
« Théâtre Athénée-Louis-Jouvet ».

Une première salle est inaugurée en 1864, boulevard Saint-Germain, sous le nom d’Athénée-Musical, en référence au lieu de rencontre des poètes dans la Grèce antique. Renommée peu de temps après théâtre Saint-Germain, elle devient deux ans plus tard le théâtre Cluny. La même année est édifiée par l'architecte Charles Cambon une nouvelle salle de spectacles de 775 places, rue Scribe, baptisée Athénée et dévolue aux concerts de Jules Pasdeloup. Agrandie en 1867 sous la direction de Léon Sari et William Busnach, elle se consacre à l'opérette. En 1869, Jules Martinet, ancien directeur des Fantaisies-Parisiennes, la reprend en mains sous le nom de Second-Athénée mais son projet est interrompu par la guerre de 1870. Devenue successivement Théâtre-Lyrique en 1871 puis théâtre Scribe en 1874, elle retrouve son nom d'Athénée en 1875 avant d'être rebaptisée Athénée-Comique en 1876 sous la direction de l'acteur Louis-Émile Hesnard dit Montrouge. Malgré un arrêté préfectoral ordonnant sa fermeture en tant que salle de spectacle en 1883, son propriétaire, Bischoffsheim, loue l'Athénée-Comique à Louis Peyramont pour y tenir des conférences à partir du mois de décembre. Peyramont n'ayant pas respecté ce contrat, il est expulsé en février 1884.

### De l'Eden à l'Athénée
Au commencement était l’Éden-Théâtre, fondé par Louis Cantin avec Eugène Bertrand et Francis de Plunkett (d) , et inauguré le 7 janvier 1883, lieu mythique, édifice colossal bâti rue Boudreau selon une esthétique de temple hindou, un bazar des Mille et Une Nuits tout à la fois féerique et exotique, « prodige d'originalité, de magnificence et de confortable » selon les termes d'un chroniqueur de l'époque. L'Éden cependant ne dure pas. Après quelques années seulement d'une existence précaire et mouvementée, une série de métamorphoses et de réaménagements conduisent peu à peu au démantèlement de ce que l'on a surnommé « le gouffre de la rue Boudreau ». Plusieurs fois fermé, transformé puis rebaptisé un temps Grand-Théâtre, l'Éden finit par disparaître.
C'est sur ces fondations hostiles que Victor Koning, ancien directeur de la Renaissance, entreprend de confier la réalisation à l'architecte Stanislas Loison d'une charmante petite salle qu'il inaugure en 1893, le soir de la Saint-Sylvestre, sous le nom de la Comédie-Parisienne. L'une des premières pièces qui y est créée est l'Affaire Moncel de Georges Mitchell, pièce en 1 acte, dont la première représentation a lieu le 14 juin 1894.
Très appréciée du public qui en retient surtout le ravissement qu'elle lui procure,, cette nouvelle salle peine à prendre son essor avec, entre autres difficultés, le décès de son directeur et fondateur Victor Koning le 1er octobre 1894 au cours de la première année d'exploitation. C'est Jules Lerville, ancien directeur de la Renaissance qui vient de constituer en 1895 avec l'impresario Dorval une agence internationale de théâtre et de concert,, qui prend en considération La comédie parisienne et souhaite la transformer à nouveau pour l'associer à la gloire passée de l'ancienne salle de l’Athénée-comique de la rue Scribe: il projette de ressusciter l'ancien Athénée-comique en en démontant la façade et en l'installant de manière qu'elle orne l'entrée du square Opéra devant la Comédie-parisienne à la manière d'un premier vestibule pour accueillir le public, dans l'idée, sans doute, de renforcer par ce nouvel accès retranché de l'agitation urbaine des rues environnantes, l'intimité du lieu théâtral.
Le projet d'ensemble est confié à l'architecte Paul Casimir Fouquiau, et le 27 octobre 1896, le nouvel Athénée-comique est inauguré sous la direction de Jules Lerville. Le théâtre conservera le nom d’Athénée-comique jusqu'en 1906, date à laquelle un important travail de restauration qui est réalisé pendant la fermeture estivale  est à l'évidence le prétexte au changement du nom en l'actuel Théâtre de l'Athénée sous la direction d'Abel Deval comme on peut le constater à l'ouverture de saison 1906-1907.
Environ un siècle après ces aménagements subsistent encore quelques traces au-dessus de la coupole de la salle : un plafond décoré de motifs indiens, rouges, noirs et bruns, derniers vestiges incongrus et émouvants de l'Éden-Théâtre.
En 1907, le prix des places en location va de 14 francs (avant-scène rez-de-chaussée) à 1 franc (salle de deuxième galerie, 2e série).
Cette salle, parmi les plus belles salles à l'italienne de Paris, est classée monument historique le 22 décembre 1995, et rénovée en 1996.

### Louis Jouvet: vers le théâtre d'art
Aux richesses architecturales de l'Athénée s'ajoute un inestimable patrimoine artistique : la figure de Louis Jouvet qui dirigea ce théâtre de 1934 à 1951, date de sa mort, a profondément marqué un lieu qui lui rend hommage en portant son nom. Ce grand acteur populaire, très présent au cinéma, était avant tout un homme de théâtre.
De cet art, avant de devenir le metteur en scène et le comédien que l'on sait, il aura exercé toutes les fonctions : machiniste, costumier, accessoiriste, peintre et éclairagiste. Rien d'étonnant de la part de celui qui se plaisait à dire que « l'humble connaissance de la pratique est le chemin le plus sûr pour aller à la vérité ». Louis Jouvet défendra à l'Athénée tant la création contemporaine (Jean Giraudoux dont il créa la plupart des pièces de 1929 à 1945) que la redécouverte des classiques (Molière, Corneille…) Sa rencontre avec cette salle est pour lui une expérience forte qui lui permit un renouvellement de son art dramatique. Le rapport intime qu'offre une salle à l'italienne entre la scène et les spectateurs aura influencé sa manière de faire du théâtre[réf. nécessaire]. Conscient des limites de l'« ordre shakespearien », il s'extasie sur les vertus de l'« ordre italien » et plus particulièrement sur la mécanique de cette puissante machine à décors[réf. nécessaire]. Il créa notamment L'École des femmes avec la complicité de l'artiste plasticien Christian Bérard qui inventa le décor des « murs ouvrants » permettant de représenter à la fois les murs de la maison d'Agnès et le jardin et la place publique où se déroule une bonne partie de l'action.
Charlotte Delbo y fut secrétaire, elle retranscrivait les répétitions en sténo, et s’est nouée d’une amitié durable avec Jouvet.

### 1951-1981
Pierre Renoir assure l'administration du théâtre de l'Athénée jusqu'à sa disparition l'année suivante. En 1956, Françoise Grammont devient directrice du théâtre. La comédienne Françoise Spira lui succède en 1962 jusqu'à son suicide en 1965. Yvette Étiévant assure l'intérim jusqu'à la fermeture du théâtre le 6 février 1966. René Dupuy, propriétaire du théâtre Gramont, rachète la salle. La réouverture a lieu en septembre 1967. En 1973, Jacques Rosny, Jean-Claude Houdinière et Loïc Vollard lui succèdent. 
Entre 1977 et 1981, la direction novatrice et éclectique de Pierre Bergé, voit l'ouverture, sous les combles de l'Athénée, d'une petite salle baptisée Christian-Bérard, du nom du célèbre scénographe, et consacrée principalement au théâtre d'essai. Avec les Lundis Musicaux, il donne à entendre les plus belles voix lyriques du temps. Côté théâtre, il reçoit Antoine Vitez, Jean Marais, Pierre Dux, Delphine Seyrig, Sami Frey…
Dans les années qui suivent la disparition de Louis Jouvet, d'autres grandes personnalités ont investi, l'espace d'un ou plusieurs spectacles, le plateau de l'Athénée : Peter Brook, Jean Vilar, Claude Régy, Matthias Langhoff, et des acteurs comme Pierre Brasseur, Maria Casarès et Jeanne Moreau.

## L'Athénée, théâtre public
En 1982, pour un franc symbolique, Pierre Bergé offre la tutelle à l'État et le théâtre de l'Athénée devient un théâtre public. De 1982 à 1993, la direction est assurée par Josyane Horville, qui invite de jeunes metteurs en scène : Daniel Mesguich, Alain Françon, Christian Rist, Gilles Gleizes ou Brigitte Jaques. Maria de Medeiros y côtoie Philippe Clévenot… un foisonnement théâtral dont on retient, entre autres, le fameux Elvire Jouvet 40…
Patrice Martinet, également fondateur du Festival « Paris Quartier d'été », prend la direction de l'Athénée le 1er juillet 1993. Il affirme alors une nouvelle politique artistique et revendique deux caractéristiques fondamentales : qualité littéraire et dramatique des textes représentés et prééminence du jeu de l'acteur. 
L’Athénée a fêté son centenaire en 1996 et Patrice Martinet a saisi cette occasion pour engager une très importante campagne de travaux de restauration. L’objectif était de retrouver la splendeur de son architecture et de son décor mais aussi de remettre en état son équipement scénique. L’ensemble du bâtiment a été entièrement réhabilité, la cage de scène rénovée, le système de son refait, la fosse d’orchestre redécouverte et agrandie, la salle redorée, les baignoires et loges ressuscitées, l’électricité et l’éclairage entièrement changés, les fauteuils du parterre restaurés et le reste du mobilier reconstruit à l’identique.
Ces dernières saisons, le théâtre a accueilli, entre autres, Philippe Caubère, Fabrice Luchini, Christian Benedetti, Philippe Calvario, Valère Novarina, Jean-Marie Villégier, Marcel Bozonnet, Joël Jouanneau, Daniel Mesguich, Claude Stratz, Jacques Lassalle, François Rancillac, Hans Peter Cloos, Niels Arestrup, Zabou Breitman, Dominique Valadié, Michel Fau, Hugues Quester, Pierre Vaneck, Catherine Rich, Édith Scob, François Marthouret, Nathalie Richard, Gilles Arbona, Jean-Luc Lagarce, la troupe acte6…
En 2021, Olivier Poubelle, Olivier Mantei et Bernard Le Masson deviennent propriétaires du théâtre et Olivier Poubelle en prend la direction. Tout en respectant l’esprit laborantin du lieu, le théâtre fait désormais la part belle aux rencontres artistiques fortes et à la création, dans une volonté d’ouverture à un large public. 

## Dans la littérature
Guy de Maupassant fait allusion à la salle dans les romans Notre cœur  et Fort comme la mort, et  dans la nouvelle L'Héritage.